# Hibes Montes
Gli Hibes Montes sono una struttura geologica della superficie di Marte.